# غريس فيربيك
غريس فيربيك (بالفرنسية: Grace Verbeke)‏ (و. 1984  م) هي دراجة بلجيكية، ولدت في روسلاريه.

## روابط خارجية
- غريس فيربيك على موقع الاتحاد الدولي للدراجات (الإنجليزية)
- غريس فيربيك على موقع أرشيف الدراجات (الإنجليزية)
- غريس فيربيك على موقع إحصائيات الدراجات الإحترافية (الإنجليزية)
- غريس فيربيك على موقع نسبة الدراجات (الإنجليزية)
- غريس فيربيك على موقع CycleBase (الإنجليزية)